# Alejandro Torres Román
Chando (Palma de Mallorca, España, 18 de junio de 1982) es un exfutbolista y entrenador español.

## Trayectoria

### Como jugador
Comenzó en las categorías inferiores del club de su ciudad, el Real Club Deportivo Mallorca. Estuvo cedido un año en el Club Deportivo Ferriolense y luego volvió al Real Club Deportivo Mallorca B. En 2002 fichó por el Real Betis B, donde estuvo dos años. En 2004 pasó al Reus Deportivo y en 2006 al Lorca Deportiva, que lo cedió el mismo año primero al Orihuela Club de Fútbol y luego al Zamora Club de Fútbol. La siguiente temporada volvió al Lorca  Deportiva tras su cesión y se hizo un hueco en el once, finalizando la temporada como Pichichi del equipo. Finalizada la temporada firma con el Villarreal Club de Fútbol B. En 2009 firma por dos años por el Real Murcia tras haber realizado su mejor actuación como profesional marcando 25 goles y logrando el ascenso a Segunda División con el Villarreal B. La temporada que ficha con el Real Murcia marca 15 goles en 39 partidos siendo otra vez el máximo goleador del equipo. El 2 de febrero de 2011 el Real Murcia hacía oficial, a través de un comunicado que Chando renovaba por dos años más, con lo que quedaba ligado al club pimentonero hasta la temporada 2012/2013. Esa segunda temporada como murcianista Chando marcó 18 goles.
En diciembre de 2012 fue oficializado como refuerzo del AEK Larnaca.
En julio de 2013 se incorpora a la disciplina del Girona.
En agosto de 2014 ficha por el Atlético Baleares.

### Como entrenador
En julio de 2019 inicia su trayectoria de entrenador convirtiéndose en segundo entrenador del Real Mallorca B.

## Clubes

### Como jugador
| Club                    | País   | Temporada |
| ----------------------- | ------ | --------- |
| Real Mallorca B         | España | 1999-2000 |
| Real Mallorca B         | España | 2000-2001 |
| Real Mallorca B         | España | 2001-2002 |
| Real Betis B            | España | 2002-2003 |
| Real Betis B            | España | 2003-2004 |
| Reus Deportivo          | España | 2004-2005 |
| Reus Deportivo          | España | 2005-2006 |
| Orihuela Club de Fútbol | España | 2006-2007 |
| Zamora Club de Fútbol   | España | 2006-2007 |
| Lorca Deportiva         | España | 2007-2008 |
| Villarreal B            | España | 2008-2009 |
| Real Murcia             | España | 2009-2010 |
| Real Murcia             | España | 2010-2011 |
| Real Murcia             | España | 2011-2012 |
| Real Murcia             | España | 2012-2013 |
| AEK Larnaca             | Chipre | 2012-2013 |
| Girona Fútbol Club      | España | 2013-2014 |
| Atlético Baleares       | España | 2014-2015 |
| Atlético Baleares       | España | 2015-2016 |
| Atlético Baleares       | España | 2016-2017 |

### Como entrenador
| Club                                 | País   | Temporada |
| ------------------------------------ | ------ | --------- |
| Real Mallorca B (Segundo Entrenador) | España | 2019-2020 |